# Ramasse (alpinisme)
 (juillet 2012).
Si vous disposez d'ouvrages ou d'articles de référence ou si vous connaissez des sites web de qualité traitant du thème abordé ici, merci de compléter l'article en donnant les références utiles à sa vérifiabilité et en les liant à la section « Notes et références ».
La descente en ramasse ou ramasse est une technique de descente sur neige  avec piolet, utilisée par les montagnards, qui consiste à se « ramasser » sur soi-même et à se laisser glisser sur la pente sur les talons, emporté par son propre poids. Le piolet permet de contrôler la vitesse et l'équilibre lors de la descente. Elle est pratiquée pour la descente, notamment, de névés. 